# 大川原高原

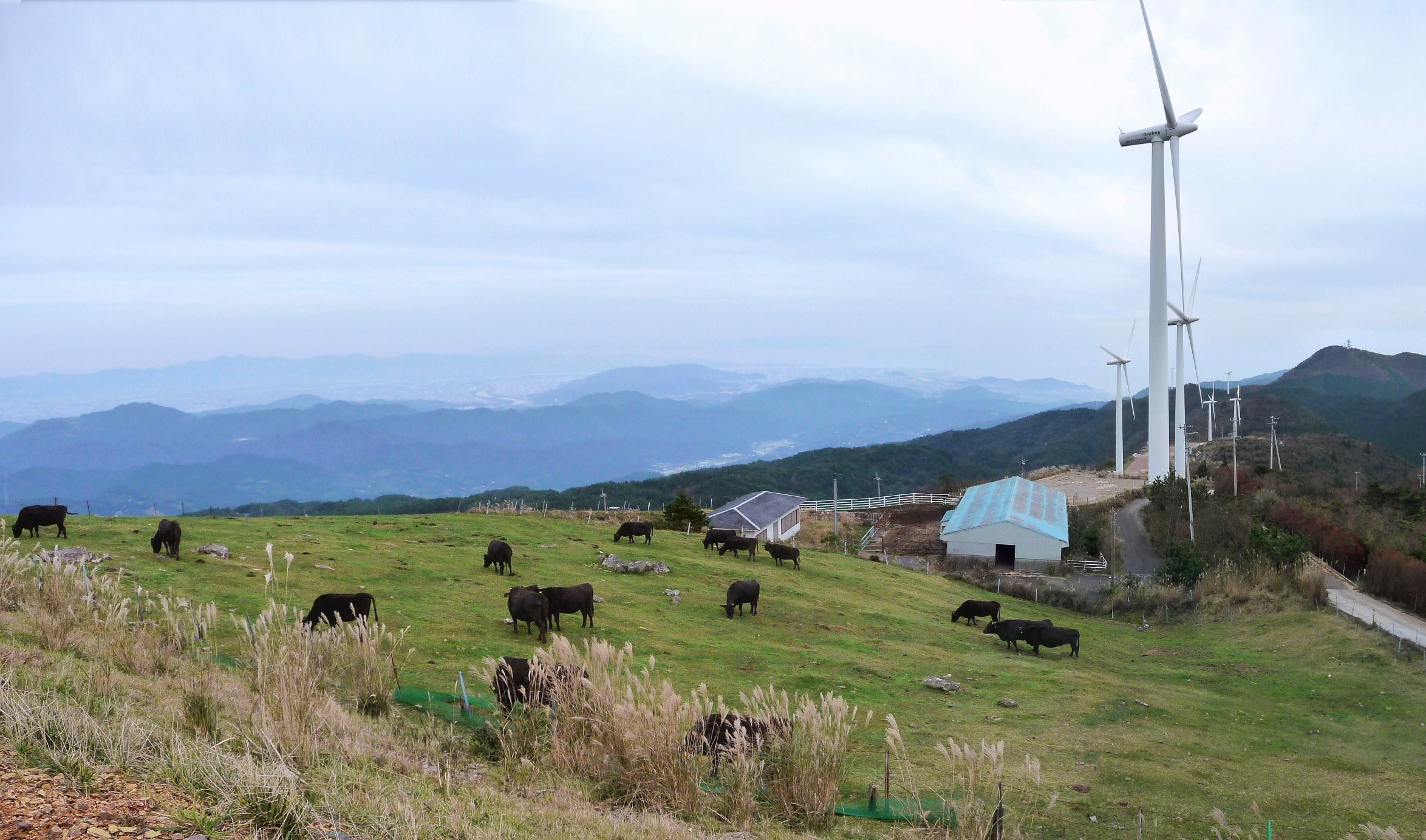
大川原高原から東北東の眺望

大川原高原（おおかわらこうげん）は、徳島県名東郡佐那河内村上大川原に位置する高原である。面積120ha。四国八十八景16番、とくしま88景に選定。

## 地理
旭ヶ丸山頂（標高1,019m）から東になだらかに広がる高原。紀伊水道、徳島平野、阿讃山脈など360度の眺望が楽しめる。
標高900m付近では、7月上旬から下旬にかけて、約3万本の紫陽花が咲く。
村営（佐那河内村）の放牧場（5月から9月）や大川原生活環境保全林（森林浴の森100選、佐那河内村から勝浦郡上勝町）である約5haのアワミツバツツジやカタクリ（4月下旬）の群生地がある。
大型集合風力発電施設・大川原ウインドファームが2007年より建設されており、高さ60mの風車15基が2008年に完成した。

## 交通
バス
- 徳島バス佐那河内線「中辺」下車、徒歩180分。

自動車
- 徳島自動車道「徳島インターチェンジ」から国道55号・国道438号を大川原高原方面へ車で30km。